# الاتحاد المدني الوطني (بيرو)
الاتحاد المدني الوطني (بالإسبانية: Unión Cívica Nacional)، كان حزبًا سياسيًا في بيرو. تأسس الحزب حوالي عام 1939. كان أمينه العام لويس فيليبي فيلاران فريري. مثل الحزب فيلاران فريري في اللجنة المكونة من خمسة أعضاء والتي شكلها مانويل أ. أودريا قبل الانتخابات العامة في بيرو عام 1956.